# Cry Wolf (película de 2005)
Cry Wolf (estilizada como Cry_Wolf)  es una película de terror y thriller psicológico estadounidense del año 2005 dirigida por Jeff Wadlow después de que éste ganase $1,000,000 en el Festival de Cine Chrysler Million Dollar del año 2002.[cita requerida]

## Argumento
Owen Matthews llega a la Academia Preparatoria Westlake después de ser expulsado de su anterior escuela. Esa noche, el compañero de habitación de Owen, Tom, le invita a salir fuera. Un grupo de estudiantes (Graham, Mercedes, Lewis, Randall, Regina, Tom, Dodger y Owen) juegan un juego llamado Cry Wolf, donde alguien es marcado como "el lobo" y el grupo intenta adivinar quién es.
Después de conocer a su nuevo profesor de periodismo, el señor Walker, Owen y Tom se reúnen con los demás en el almuerzo. Hablan de que la policía ha encontrado el cuerpo de una chica, Becky, después de que fuera arrastrado a través del bosque por un lobo. El grupo reflexiona sobre quién podría haber asesinado a Becky, cuándo Dodger propone expandir el rumor de Cry Wolf a la escuela entera. Owen sugiere crear un correo electrónico falso que informa sobre un asesino en serie quien va de campus en campus asesinando al alumnado. Describen al asesino llevando un pasamontañas naranja, una chaqueta de camuflaje y blandiendo un cuchillo de caza. Esa noche, envían el correo electrónico.
Al día siguiente, la escuela entera ha extendido la historia del correo electrónico. Owen recibe un mensaje instantáneo de alguien utilizando el nombre de ''Lobo''. Tom y Owen acusan a Dodger, pero esta les dice que estuvo toda la tarde estudiando con Regina.
Owen encuentra en su habitación las posesiones de Tom destruidas y parte del cuarto vandalizado, tras lo cual Tom le acusa de esto último. Cuándo el mensaje instantáneo aparece en el portátil de Owen, encuentran un piercing lleno de sangre, posiblemente de Randall, encima del teclado de Owen. Tom culpa a Regina, quien según sus palabras, tiene una receta para crear sangre falsa. Cuando la acusa, ella insiste en que estaba en un viaje de excursión.
Creyendo que Dodger está mintiendo, Owen la confronta. Dodger le informa de que estaba visitando a su madre. Owen, tras deducir que Randall está detrás de todo, intenta encontrarlo, sin éxito. Más tarde Owen busca a Dodger, y la encuentra besándose con Walker.
En su clase de periodismo al día siguiente, cuando Owen busca en su mochila, un cuchillo de caza cae de dentro de la bolsa, asustando al resto de la clase. El señor Walker acompaña a Owen a la oficina de la directora. Owen le dice a  Walker que sabe de su relación con Dodger, y que se lo contará a la directora si le cuenta lo del cuchillo. El profesor, algo reticente, finalmente acuerda no decir nada.
En la noche de Halloween, el "Lobo" ataca a Owen. Pensando que se trata de Tom intentando gastarle una broma, Owen planea sacar el coche de Tom del campus, pero se encuentra con el Lobo en su interior. El atacante resulta ser Mercedes, quien intentaba probar que los criminales así también pueden ser mujeres.
Al día siguiente, Owen y Mercedes son llevados ante la directora, quien decide que el destino de Owen se determinará durante el fin de semana. El resto del grupo es forzado a quedarse en la escuela durante el mismo. Owen les pide reunirse en la capilla a medianoche. Owen, Dodger, Tom, Lewis y Regina se reúnen (Mercedes se negó a acompañarlos para no arriesgarse a meterse en problemas otra vez) e intentan llegar al fondo de los ataques, pero solo obtienen unas cuantas confesiones, incluyendo que fue Tom quien plató el cuchillo dentro de la mochila de Owen para asustarlo, al creerlo aún responsable de destruir sus posesiones, tras lo cual es Lewis quien confiesa haber hecho esto último, además de haber plantado el piercing con sangre en el teclado de Owen, todo como preparación de la broma en el auto con Mercedes. Mientras Lewis está al teléfono, Mercedes es aparentemente atacada en el baño por el Lobo. Owen, sin éxito, intenta pedir ayuda.
El resto del grupo encuentra el cuerpo de Randall en un confesionario. Después de que el grupo se divide, Owen corre al aparcamiento y descubre que el señor Walker aún sigue en el campus. Owen corre a la oficina de Walker cuando su teléfono comienza a sonar. Owen responde a Dodger quien llora en el otro lado, diciéndole que ha encontrado a Mercedes muerta. Dodger le dice a Owen que está llegando a la oficina y que puede verlo a través de la ventana. Él mira como el Lobo la atrapa y asesina. De repente, el señor Walker entra en la habitación. Después de notar que Walker tiene una chaqueta, un pasamontañas naranja y un cuchillo, Owen amenaza con dispararle, lo cual consigue después de un forcejeo. La puerta se abre de repente, mostrando a Dodger, quien estaba con vida después de  todo, junto a Tom y Regina.
Owen es arrestado por asesinato. El grupo, incluyendo a Randall (quién fingía estar muerto en el confesionario) y Graham, admite a la policía que estaban gastando una broma a Mercedes y Owen para vengarse de ellos por hacerlos quedar en el campus durante el fin de semana. La policía descubre que el señor Walker tenía una relación con Becky, y que la pistola que estaba en su escritorio es la misma que la mató. En la comisaría, el padre de Owen lo visita para informarle que será liberado bajo fianza después de la evidencia encontrada. Dodger llega y le dice a Owen que nunca hubiese jugado al juego si hubiese sabido que Walker la estaba engañando, revelando que la propia Dodger había organizado todo. Había matado a Becky porque estaba celosa de su relación con  Walker. Y había preparado el juego, sabiendo que Owen culparía al profesor por los asesinatos, finalmente matándolo. Owen le dice que va a exponer sus secretos, a lo que esta responde que nadie le creerá.

## Reparto
- Julian Morris - Owen Matthews
- Lindy Booth - Dodger Allen
- Jared Padalecki - Tom Jordan
- Jon Bon Jovi - Profesor Rich Walker
- Sandra McCoy - Mercedes
- Paul James - Lewis
- Kristy Wu - Regina
- Jesse Janzen - Randall Hodge
- Ethan Cohn - Graham
- Gary Cole - Sr. Matthews
- Anna Deavere Smith - Directora Tinsley
- Erica Yates - Becky Roberts

## Estreno
AOL ayudó a publicitar la película en agosto/julio del 2005; lanzando un juego de realidad alternativa para usuarios de AOL Instant Messenger para jugar enviando mensajes instantáneos los unos a los otros, el cual estuvo en cartelera durante la duración de la promoción de la película. El juego era similar al popular juego mafia, simplemente reemplaza a las personas y a la mafia por ovejas y lobos.

## Recepción
Cry Wolf recaudó $10,047,674 en Estados Unidos y $5,537,821 internacionalmente, haciendo un total de $15,585,821.
La película tiene un índice de aprobación total de 23% en el 'Tomatometer' de Rotten Tomatoes de 43 revisiones.